# 566. grenadirski polk (Wehrmacht)
566. grenadirski polk (izvirno nemško 566. Grenadier-Regiment; kratica 566. GR) je bil pehotni polk Heera v času druge svetovne vojne.

## Zgodovina
Polk je bil ustanovljen 15. januarja 1944 in bil 4. aprila istega leta preimenovan v 430. grenadirski polk.